# Lebenbrunn
Lebenbrunn (früher auch ungarisch Létér) ist ein Katastralgemeinde in der Gemeinde Pilgersdorf im Bezirk Oberpullendorf im Burgenland.

## Geografie
Das Angerdorf liegt im Mittelburgenland auf einem Bergsattel zwischen dem Koglberg (711 m) und dem Walperskogel (607 m) an der Landesgrenze zu Niederösterreich. Lebenbrunn grenzt des Weiteren an die Katastralgemeinde Redlschlag (Marktgemeinde Bernstein, Bezirk Oberwart) sowie im Bereich der Gemeinde Pilgersdorf an die Katastralgemeinden Steinbach im Burgenland und Kogl im Burgenland.

## Geschichte
Die erste gesicherte Nennung des Ortes als „Lenprun“ stammt aus dem Jahre 1608. Der damals noch zum Königreich Ungarn gehörende Ort entstand als Rodungssiedlung mit rein deutscher Bevölkerung.
In späteren Urkunden heißt der Ort „Lebenprun“, „Lern prun“, „Lebnprunn“ und schließlich Lebenbrunn. Seit 1870 gehört auch die Rotte Rotleiten zu Lebenbrunn.
1889 wütete ein Großbrand im Ort. 1971 wurde der Ort im Zuge einer Gemeindezusammenlegung der Gemeinde Pilgersdorf eingegliedert.

## Verbauung
Es gibt Zwerchhakenhöfe, Hakenhöfe und Dreiseithöfe, teils mit Lauben.

## Kultur und Sehenswürdigkeiten
- Katholische Filialkirche Lebenbrunn Hl. Ulrich
- Sebastianssäule vor der Kirche mit der Jahresangabe 1735